# .ag
‎.ag‏ دامنه اینترنتی کشور آنتیگوآ و باربودا است.